# Aragatsotn (comune)
Aragatsotn (in armeno Արագածոտն?, chiamato anche Aragatzotn) è un comune dell'Armenia di 804 abitanti (2001) della provincia di Aragatsotn.